# No.7 Cherry Lane
Pour plus de détails, voir Fiche technique et Distribution.
No.7 Cherry Lane (继园台七号, Jìyuántái qīhào) est un film d'animation chinois réalisé par Yonfan, sorti en 2019.

## Fiche technique
- Titre original : 继园台七号, Jìyuántái qīhào
- Titre français : No.7 Cherry Lane
- Réalisation et scénario : Yonfan
- Pays d'origine : Chine
- Format : Couleurs - 35 mm
- Genre : animation
- Durée : 125 minutes
- Date de sortie :
  -  Italie : 2 septembre 2019 (Mostra de Venise 2019)

## Distinctions

### Récompense
- Mostra de Venise 2019 : Prix du meilleur scénario de la Mostra de Venise[1]

### Sélections
- Festival international du film de Toronto 2019 : sélection en section Special Presentations
- Festival des trois continents 2019 : sélection en compétition